# میدلتون چینی
میدلتون چینی (به انگلیسی: Middleton Cheney) یک روستا و محله مدنی در بریتانیا است که در ساوت نورث‌همپتون‌شر واقع شده‌است. میدلتون چینی ۳٬۵۹۷ نفر جمعیت دارد.